# Вардосанидзе, Леван Нодарович
Леван Нодарович Вардосанидзе (груз. ლევან ვარდოსანიძე, родился в 1957 году) — грузинский скульптор, член Олимпийского комитета Грузии.

## Биография
Лепкой увлёкся в раннем детстве, в возрасте трёх лет.
Окончил Тбилисскую академию художеств (1982), продолжил обучение в аспирантуре в Москве.
Перед Олимпийскими играми Рио-2016 спортсмены принесли клятву у созданного Вардосанидзе монумента «Олимпийское пламя»

## Известные работы

Памятник Софико Чиаурели

Скульптурная композиция на здании Олимпийского комитета Грузии (2002)
Памятник Софико Чиаурели (2009, Тбилиси, Сионский сквер)
Памятник Нато Вачнадзе (2017, Тбилиси)
Памятник бегемоту Беги (Тбилиси)
Монумент счастья (2019, Тбилиси)
Работы Вардосанидзе «Олимпийский гимн», «Олимпийское пламя», «Олимпийские чемпионы» заняли призовые места в конкурсе скульптурных работ, посвященных олимпийскому движению, и представлены в постоянной экспозиции Олимпийского музея в швейцарском городе Лозанна.